# Laura Marino
Laura Marino (Lyon, 2 de julio de 1993) es una deportista francesa que compite en saltos de plataforma.
Ganó una medalla de oro en el Campeonato Mundial de Natación de 2017 y dos medallas en el Campeonato Europeo de Saltos, en los años 2015 y 2017.

## Palmarés internacional
| Campeonato Mundial | Campeonato Mundial | Campeonato Mundial | Campeonato Mundial |
| Año                | Lugar              | Medalla            | Prueba             |
| ------------------ | ------------------ | ------------------ | ------------------ |
| 2017               | Budapest (Hungría) | Medalla de oro     | Equipo mixto       |
| Campeonato Europeo |                    |                    |                    |
| Año                | Lugar              | Medalla            | Prueba             |
| 2015               | Rostock (Alemania) | Medalla de plata   | Plataforma 10 m    |
| 2017               | Kiev (Ucrania)     | Medalla de oro     | Equipo mixto       |